# Wsielub (gmina)
Wsielub – dawna gmina wiejska istniejąca do 1939 roku w woj. nowogródzkim (obecnie na Białorusi). Siedzibą gminy było miasteczko Wsielub (736 mieszk. w 1921 roku).
W okresie międzywojennym gmina Wsielub należała do powiatu nowogródzkiego w woj. nowogródzkim. Po II wojnie światowej obszar gminy Wsielub wszedł w struktury administracyjne Związku Radzieckiego.